# Список астероїдів (2701—2800)
| Назва                                 | Тимчасове позначення | Дата відкриття    | Місце відкриття                            | Відкривач                                              |
| ------------------------------------- | -------------------- | ----------------- | ------------------------------------------ | ------------------------------------------------------ |
| 2701 Херсон (Cherson)                 | 1978 RT              | 1 вересня 1978    | КрАО                                       | Черних Микола Степанович                               |
| 2702 Батраков (Batrakov)              | 1978 SZ2             | 26 вересня 1978   | КрАО                                       | Л.Журавльова                                           |
| 2703 Родарі (Rodari)                  | 1979 FT2             | 29 березня 1979   | КрАО                                       | Черних Микола Степанович                               |
| 2704 Юліан Льове (Julian Loewe)       | 1979 MR4             | 25 червня 1979    | Обсерваторія Сайдинг-Спрінг                | Е. Гелін, Ш. Дж. Бас                                   |
| 2705 У (Wu)                           | 1980 TD4             | 9 жовтня 1980     | Паломарська обсерваторія                   | Керолін Шумейкер                                       |
| 2706 Боровський (Borovsky)            | 1980 VW              | 11 листопада 1980 | Обсерваторія Клеть                         | Зденька Ваврова                                        |
| 2707 Уефержі (Ueferji)                | 1981 QS3             | 28 серпня 1981    | Обсерваторія Ла-Сілья                      | Анрі Дебеонь                                           |
| 2708 Барнс (Burns)                    | 1981 WT              | 24 листопада 1981 | Станція Андерсон-Меса                      | Едвард Бовелл                                          |
| 2709 Sagan                            | 1982 FH              | 21 березня 1982   | Станція Андерсон-Меса                      | Едвард Бовелл                                          |
| 2710 Веверка (Veverka)                | 1982 FQ              | 23 березня 1982   | Станція Андерсон-Меса                      | Едвард Бовелл                                          |
| 2711 Александров (Aleksandrov)        | 1978 QB2             | 31 серпня 1978    | КрАО                                       | Микола Черних                                          |
| 2712 Кітон (Keaton)                   | 1937 YD              | 29 грудня 1937    | Обсерваторія Конколь                       | Дєрдь Кулін                                            |
| 2713 Люксембург (Luxembourg)          | 1938 EA              | 19 лютого 1938    | Королівська обсерваторія Бельгії           | Ежен Жозеф Дельпорт                                    |
| 2714 Матті (Matti)                    | 1938 GC              | 5 квітня 1938     | Турку                                      | Гейккі Алікоскі                                        |
| 2715 Мєліккі (Mielikki)               | 1938 US              | 22 жовтня 1938    | Турку                                      | Ірйо Вяйсяля                                           |
| 2716 Тууліккі (Tuulikki)              | 1939 TM              | 7 жовтня 1939     | Турку                                      | Ірйо Вяйсяля                                           |
| 2717 Теллерво (Tellervo)              | 1940 WJ              | 29 листопада 1940 | Турку                                      | Люсі Отерма                                            |
| 2718 Хендлі (Handley)                 | 1951 OM              | 30 липня 1951     | Республіканська обсерваторія Йоганнесбурга | Ернест Джонсон                                         |
| 2719 Сучжоу (Suzhou)                  | 1965 SU              | 22 вересня 1965   | Обсерваторія Цзицзіньшань                  | Обсерваторія Червона Гора                              |
| 2720 Петро Перший (Pyotr Pervyj)      | 1972 RV3             | 6 вересня 1972    | КрАО                                       | Журавльова Людмила Василівна                           |
| 2721 Всехсвятський (Vsekhsvyatskij)   | 1973 SP2             | 22 вересня 1973   | КрАО                                       | Черних Микола Степанович                               |
| 2722 Абалакін (Abalakin)              | 1976 GM2             | 1 квітня 1976     | КрАО                                       | Черних Микола Степанович                               |
| 2723 Горшков (Gorshkov)               | 1978 QL2             | 31 серпня 1978    | КрАО                                       | Черних Микола Степанович                               |
| 2724 Орлов (Orlov)                    | 1978 RZ5             | 13 вересня 1978   | КрАО                                       | Черних Микола Степанович                               |
| 2725 Девід Бендер (David Bender)      | 1978 VG3             | 7 листопада 1978  | Паломарська обсерваторія                   | Е. Гелін, Ш. Дж. Бас                                   |
| 2726 Котельников (Kotelnikov)         | 1979 SE9             | 22 вересня 1979   | КрАО                                       | Черних Микола Степанович                               |
| 2727 Патон (Paton)                    | 1979 SO9             | 22 вересня 1979   | КрАО                                       | Черних Микола Степанович                               |
| 2728 Яцків (Yatskiv)                  | 1979 ST9             | 22 вересня 1979   | КрАО                                       | Черних Микола Степанович                               |
| 2729 Урумчі (Urumqi)                  | 1979 UA2             | 18 жовтня 1979    | Обсерваторія Цзицзіньшань                  | Обсерваторія Червона Гора                              |
| 2730 Баркс (Barks)                    | 1981 QH              | 30 серпня 1981    | Станція Андерсон-Меса                      | Едвард Бовелл                                          |
| 2731 Кукула (Cucula)                  | 1982 KJ              | 21 травня 1982    | Ціммервальдська обсерваторія               | Пауль Вільд                                            |
| 2732 Вітт (Witt)                      | 1926 FG              | 19 березня 1926   | Обсерваторія Гейдельберг-Кеніґштуль        | Макс Вольф                                             |
| 2733 Гаміна (Hamina)                  | 1938 DQ              | 22 лютого 1938    | Турку                                      | Ірйо Вяйсяля                                           |
| 2734 Гашек (Hasek)                    | 1976 GJ3             | 1 квітня 1976     | КрАО                                       | Черних Микола Степанович                               |
| 2735 Еллен (Ellen)                    | 1977 RB              | 13 вересня 1977   | Паломарська обсерваторія                   | Ш. Дж. Бас, Тод Лауер                                  |
| 2736 Опс (Ops)                        | 1979 OC              | 23 липня 1979     | Станція Андерсон-Меса                      | Едвард Бовелл                                          |
| 2737 Котка (Kotka)                    | 1938 DU              | 22 лютого 1938    | Турку                                      | Ірйо Вяйсяля                                           |
| 2738 Віракоча (Viracocha)             | 1940 EC              | 12 березня 1940   | Обсерваторія Конколь                       | Дєрдь Кулін                                            |
| 2739 Таґвасіпа (Taguacipa)            | 1952 UZ1             | 17 жовтня 1952    | Обсерваторія Маунт-Вілсон                  | Джозеф Брейді                                          |
| 2740 Цой (Tsoj)                       | 1974 SY4             | 26 вересня 1974   | КрАО                                       | Журавльова Людмила Василівна                           |
| 2741 Вальдівія (Valdivia)             | 1975 XG              | 1 грудня 1975     | Астрономічна станція Серро Ель Робле       | Карлос Торрес, Серхіо Баррос                           |
| 2742 Ґібсон (Gibson)                  | 1981 JG3             | 6 травня 1981     | Паломарська обсерваторія                   | Керолін Шумейкер                                       |
| 2743 Ченду (Chengdu)                  | 1965 WR              | 21 листопада 1965 | Обсерваторія Цзицзіньшань                  | Обсерваторія Червона Гора                              |
| 2744 Birgitta                         | 1975 RB              | 4 вересня 1975    | Обсерваторія Квістаберг                    | Клаес-Інґвар Лаґерквіст                                |
| 2745 Сан-Мартін (San Martin)          | 1976 SR10            | 25 вересня 1976   | Астрономічний комплекс Ель-Леонсіто        | Обсерваторія Фелікса Аґілара                           |
| 2746 Гісао (Hissao)                   | 1979 SJ9             | 22 вересня 1979   | КрАО                                       | Черних Микола Степанович                               |
| 2747 Чеський Крумльов (Cesky Krumlov) | 1980 DW              | 19 лютого 1980    | Обсерваторія Клеть                         | Антонін Мркос                                          |
| 2748 Патрік Ген (Patrick Gene)        | 1981 JF2             | 5 травня 1981     | Паломарська обсерваторія                   | Керолін Шумейкер                                       |
| 2749 Вальтергорн (Walterhorn)         | 1937 TD              | 11 жовтня 1937    | Обсерваторія Гейдельберг-Кеніґштуль        | К. В. Райнмут                                          |
| 2750 Ловійса (Loviisa)                | 1940 YK              | 30 грудня 1940    | Турку                                      | Ірйо Вяйсяля                                           |
| 2751 Кемпбелл (Campbell)              | 1962 RP              | 7 вересня 1962    | Обсерваторія Ґете Лінка                    | Університет Індіани                                    |
| 2752 Ву Цзяньсюн (Wu Chien-Shiung)    | 1965 SP              | 20 вересня 1965   | Обсерваторія Цзицзіньшань                  | Обсерваторія Червона Гора                              |
| 2753 Дункан (Duncan)                  | 1966 DH              | 18 лютого 1966    | Обсерваторія Ґете Лінка                    | Університет Індіани                                    |
| 2754 Єфімов (Efimov)                  | 1966 PD              | 13 серпня 1966    | КрАО                                       | Смирнова Тамара Михайлівна                             |
| 2755 Авіценна (Avicenna)              | 1973 SJ4             | 26 вересня 1973   | КрАО                                       | Черних Людмила Іванівна                                |
| 2756 Джанґар (Dzhangar)               | 1974 SG1             | 19 вересня 1974   | КрАО                                       | Черних Людмила Іванівна                                |
| 2757 Кріссер (Crisser)                | 1977 VN              | 11 листопада 1977 | Астрономічна станція Серро Ель Робле       | Серхіо Баррос                                          |
| 2758 Корделія (Cordelia)              | 1978 RF              | 1 вересня 1978    | КрАО                                       | Черних Микола Степанович                               |
| 2759 Idomeneus                        | 1980 GC              | 14 квітня 1980    | Станція Андерсон-Меса                      | Едвард Бовелл                                          |
| 2760 Кача (Kacha)                     | 1980 TU6             | 8 жовтня 1980     | КрАО                                       | Журавльова Людмила Василівна                           |
| 2761 Еддінґтон (Eddington)            | 1981 AE              | 1 січня 1981      | Станція Андерсон-Меса                      | Едвард Бовелл                                          |
| 2762 Фавлер (Fowler)                  | 1981 AT              | 14 січня 1981     | Станція Андерсон-Меса                      | Едвард Бовелл                                          |
| 2763 Джинс (Jeans)                    | 1982 OG              | 24 липня 1982     | Станція Андерсон-Меса                      | Едвард Бовелл                                          |
| 2764 Меллер (Moeller)                 | 1981 CN              | 8 лютого 1981     | Станція Андерсон-Меса                      | Норман Томас                                           |
| 2765 Дінант (Dinant)                  | 1981 EY              | 4 березня 1981    | Обсерваторія Ла-Сілья                      | Анрі Дебеонь, Джованні де Санктіс                      |
| 2766 Левенгук (Leeuwenhoek)           | 1982 FE1             | 23 березня 1982   | Обсерваторія Клеть                         | Зденька Ваврова                                        |
| 2767 Такеноті (Takenouchi)            | 1967 UM              | 30 жовтня 1967    | Гамбурзька обсерваторія                    | Любош Когоутек                                         |
| 2768 Gorky                            | 1972 RX3             | 6 вересня 1972    | КрАО                                       | Журавльова Людмила Василівна                           |
| 2769 Менделеєв (Mendeleev)            | 1976 GZ2             | 1 квітня 1976     | КрАО                                       | Черних Микола Степанович                               |
| 2770 Цвєт (Tsvet)                     | 1977 SM1             | 19 вересня 1977   | КрАО                                       | Черних Микола Степанович                               |
| 2771 Ползунов (Polzunov)              | 1978 SP7             | 26 вересня 1978   | КрАО                                       | Журавльова Людмила Василівна                           |
| 2772 Дуґан (Dugan)                    | 1979 XE              | 14 грудня 1979    | Станція Андерсон-Меса                      | Едвард Бовелл                                          |
| 2773 Брукс (Brooks)                   | 1981 JZ2             | 6 травня 1981     | Паломарська обсерваторія                   | Керолін Шумейкер                                       |
| 2774 Тенойокі (Tenojoki)              | 1942 TJ              | 3 жовтня 1942     | Турку                                      | Люсі Отерма                                            |
| 2775 Odishaw                          | 1953 TX2             | 14 жовтня 1953    | Обсерваторія Ґете Лінка                    | Університет Індіани                                    |
| 2776 Байкал (Baikal)                  | 1976 SZ7             | 25 вересня 1976   | КрАО                                       | Черних Микола Степанович                               |
| 2777 Шукшин (Shukshin)                | 1979 SY11            | 24 вересня 1979   | КрАО                                       | Черних Микола Степанович                               |
| 2778 Таншань (Tangshan)               | 1979 XP              | 14 грудня 1979    | Обсерваторія Цзицзіньшань                  | Обсерваторія Червона Гора                              |
| 2779 Мері (Mary)                      | 1981 CX              | 6 лютого 1981     | Станція Андерсон-Меса                      | Норман Томас                                           |
| 2780 Монніг (Monnig)                  | 1981 DO2             | 28 лютого 1981    | Обсерваторія Сайдинг-Спрінг                | Ш. Дж. Бас                                             |
| 2781 Клечек (Kleczek)                 | 1982 QH              | 19 серпня 1982    | Обсерваторія Клеть                         | Зденька Ваврова                                        |
| 2782 Леонідас (Leonidas)              | 2605 P-L             | 24 вересня 1960   | Паломарська обсерваторія                   | К. Й. ван Гаутен, І. ван Гаутен-Ґроневельд, Т. Герельс |
| 2783 Чернишевський (Chernyshevskij)   | 1974 RA2             | 14 вересня 1974   | КрАО                                       | Черних Микола Степанович                               |
| 2784 Домейко (Domeyko)                | 1975 GA              | 15 квітня 1975    | Астрономічна станція Серро Ель Робле       | Карлос Торрес                                          |
| 2785 Сєдов (Sedov)                    | 1978 QN2             | 31 серпня 1978    | КрАО                                       | Черних Микола Степанович                               |
| 2786 Ґріневія (Grinevia)              | 1978 RR5             | 6 вересня 1978    | КрАО                                       | Черних Микола Степанович                               |
| 2787 Товариш (Tovarishch)             | 1978 RC6             | 13 вересня 1978   | КрАО                                       | Черних Микола Степанович                               |
| 2788 Анденна (Andenne)                | 1981 EL              | 1 березня 1981    | Обсерваторія Ла-Сілья                      | Анрі Дебеонь, Джованні де Санктіс                      |
| 2789 Фошань (Foshan)                  | 1956 XA              | 6 грудня 1956     | Обсерваторія Цзицзіньшань                  | Обсерваторія Червона Гора                              |
| 2790 Нідем (Needham)                  | 1965 UU1             | 19 жовтня 1965    | Обсерваторія Цзицзіньшань                  | Обсерваторія Червона Гора                              |
| 2791 Парадіз (Paradise)               | 1977 CA              | 13 лютого 1977    | Паломарська обсерваторія                   | Ш. Дж. Бас                                             |
| 2792 Пономарьов (Ponomarev)           | 1977 EY1             | 13 березня 1977   | КрАО                                       | Черних Микола Степанович                               |
| 2793 Валдай (Valdaj)                  | 1977 QV              | 19 серпня 1977    | КрАО                                       | Черних Микола Степанович                               |
| 2794 Кулик (Kulik)                    | 1978 PS3             | 8 серпня 1978     | КрАО                                       | Черних Микола Степанович                               |
| 2795 Лепаж (Lepage)                   | 1979 YM              | 16 грудня 1979    | Обсерваторія Ла-Сілья                      | Анрі Дебеонь, Едґар Нетто                              |
| 2796 Крон (Kron)                      | 1980 EC              | 13 березня 1980   | Станція Андерсон-Меса                      | Едвард Бовелл                                          |
| 2797 Teucer                           | 1981 LK              | 4 червня 1981     | Станція Андерсон-Меса                      | Едвард Бовелл                                          |
| 2798 Вергілій (Vergilius)             | 2009 P-L             | 24 вересня 1960   | Паломарська обсерваторія                   | К. Й. ван Гаутен, І. ван Гаутен-Ґроневельд, Т. Герельс |
| 2799 Юстус (Justus)                   | 3071 P-L             | 25 вересня 1960   | Паломарська обсерваторія                   | К. Й. ван Гаутен, І. ван Гаутен-Ґроневельд, Т. Герельс |
| 2800 Овідіус (Ovidius)                | 4585 P-L             | 24 вересня 1960   | Паломарська обсерваторія                   | К. Й. ван Гаутен, І. ван Гаутен-Ґроневельд, Т. Герельс |

| Астероїди 1—10000 → |           |           |           |           |           |           |           |           |            |
| 1—100               | 1001—1100 | 2001—2100 | 3001—3100 | 4001—4100 | 5001—5100 | 6001—6100 | 7001—7100 | 8001—8100 | 9001—9100  |
| 101—200             | 1101—1200 | 2101—2200 | 3101—3200 | 4101—4200 | 5101—5200 | 6101—6200 | 7101—7200 | 8101—8200 | 9101—9200  |
| 201—300             | 1201—1300 | 2201—2300 | 3201—3300 | 4201—4300 | 5201—5300 | 6201—6300 | 7201—7300 | 8201—8300 | 9201—9300  |
| 301—400             | 1301—1400 | 2301—2400 | 3301—3400 | 4301—4400 | 5301—5400 | 6301—6400 | 7301—7400 | 8301—8400 | 9301—9400  |
| 401—500             | 1401—1500 | 2401—2500 | 3401—3500 | 4401—4500 | 5401—5500 | 6401—6500 | 7401—7500 | 8401—8500 | 9401—9500  |
| 501—600             | 1501—1600 | 2501—2600 | 3501—3600 | 4501—4600 | 5501—5600 | 6501—6600 | 7501—7600 | 8501—8600 | 9501—9600  |
| 601—700             | 1601—1700 | 2601—2700 | 3601—3700 | 4601—4700 | 5601—5700 | 6601—6700 | 7601—7700 | 8601—8700 | 9601—9700  |
| 701—800             | 1701—1800 | 2701—2800 | 3701—3800 | 4701—4800 | 5701—5800 | 6701—6800 | 7701—7800 | 8701—8800 | 9701—9800  |
| 801—900             | 1801—1900 | 2801—2900 | 3801—3900 | 4801—4900 | 5801—5900 | 6801—6900 | 7801—7900 | 8801—8900 | 9801—9900  |
| 901—1000            | 1901—2000 | 2901—3000 | 3901—4000 | 4901—5000 | 5901—6000 | 6901—7000 | 7901—8000 | 8901—9000 | 9901—10000 |